# Дэань
Дэа́нь (кит. упр. 德安, пиньинь Déān) — уезд городского округа Цзюцзян провинции Цзянси (КНР).

## История
Уезд был создан в 927 году, в эпоху Пяти династий и десяти царств.
6 сентября 1949 года был образован Специальный район Цзюцзян (九江专区), и уезд вошёл в его состав. В 1970 году Специальный район Цзюцзян был переименован в Округ Цзюцзян (九江地区). 27 июля 1983 года город Цзюцзян и округ Цзюцзян были объединены в городской округ Цзюцзян.
В сентябре 2010 года из уезда Дэань был выделен городской уезд Гунцинчэн.

## Административное деление
Уезд делится на 5 посёлков и 8 волостей.
Административный центр расположен в посёлке Пути́н.